# Giuseppe Raddi
Giuseppe Raddi (Firenze, 9 luglio 1770 – Rodi, 7 settembre 1829) è stato un botanico italiano.
Noto come uno dei più importanti botanici vissuti nel periodo compreso tra la fine del XVIII e l’inizio del XIX secolo, si meritò ampia fama per i suoi viaggi nonché per gli importanti risultati scientifici ottenuti nello studio delle piante epatiche e della flora brasiliana.

## Biografia

### Le origini e la prima formazione
Nato a Firenze il 9 luglio 1770 da Stefano e Orsola Pandolfini, a causa delle non floride condizioni economiche, aggravate dalla morte del padre avvenuta quando aveva solo sei anni, non gli fu possibile seguire un corso regolare di studi. Grazie al suo impiego come fattorino in una spezieria, riuscì a dedicare i momenti liberi dal lavoro alla sua precoce passione per la botanica, prendendo familiarità con le piante officinali e avventurandosi nelle prime letture dell’opera del celebre botanico Pietro Andrea Mattioli.
All’età di quindici anni conobbe Gaetano Savi, giovane studente di medicina all’Università di Pisa da poco rientrato a Firenze per passare il periodo delle vacanze estive, e con costui, al quale lo accomunava la passione per la botanica, Raddi strinse una profonda amicizia, destinata a durare per il resto della sua vita.
In quegli anni fu determinante per il proseguimento degli studi e della formazione di entrambi l’incontro con Ottaviano Targioni Tozzetti, insigne professore di botanica presso l’Arcispedale di Firenze e l’Università di Pisa, il quale, intuendo le doti dei due giovani, cominciò a condurli con sé a raccogliere erbe nelle campagne, mettendo a loro completa disposizione anche la sua personale biblioteca scientifica.
Proprio grazie all’intercessione del Targioni Tozzetti nel 1785 Giuseppe Raddi poté entrare nel Reale Museo di fisica e storia naturale di Firenze come aiuto di Attilio Zuccagni allora conservatore del Giardino Botanico.

Il Raddi lavorò come assistente per dieci anni finché nel 1795, su proposta dello Zuccagni stesso e del Targioni Tozzetti, fu assunto regolarmente al Museo con la qualifica di curatore delle collezioni e pagatore.

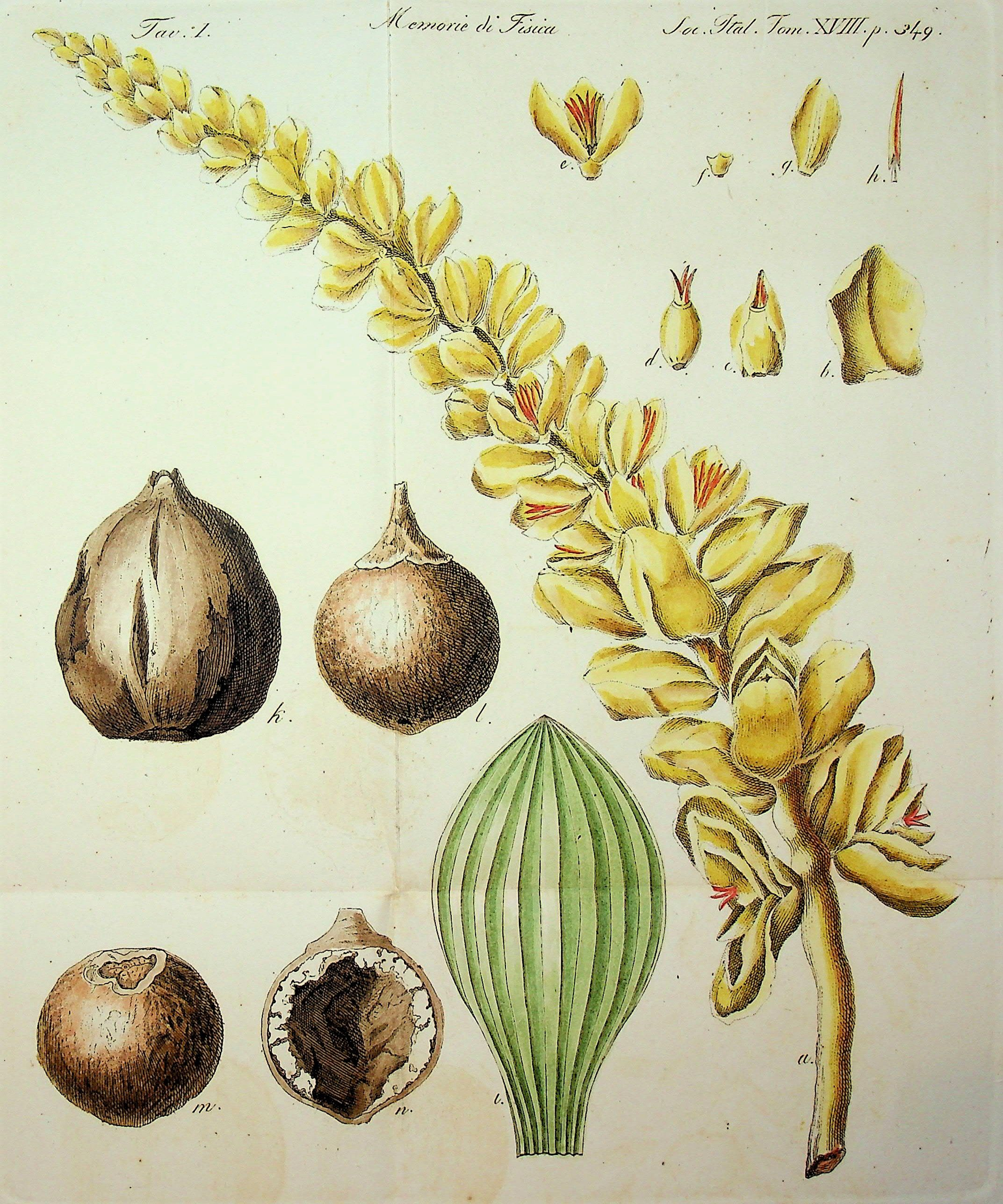
Raffigurazione di Langsdorffia pseudo-cocos tratta dal testo Di alcune specie nuove di Rettili e piante Brasiliane, Memoria, Giuseppe Raddi (1820)

### L’impiego al museo e le prime pubblicazioni scientifiche
A questo nuovo impiego era connessa tutta una serie di compiti, dalla manutenzione e ordinamento delle collezioni, alla loro esposizione nei locali, fino alle più disparate operazioni amministrative, che il Raddi si impegnò fin da subito ad assolvere con scrupolo e zelo.
Egli seppe comunque sfruttare il poco tempo libero concessogli da tali pesanti mansioni a beneficio dei suoi studi e della sua crescita professionale, come dimostrano le prime pubblicazioni apparse tra il 1806 e il 1808, dedicate ai funghi e alle crittogame.
Riuscì poi a mettere ulteriormente a profitto questo periodo concentrandosi anche nello studio e nell’apprendimento delle lingue: il latino, allora spesso utilizzato nel campo della sistematica, il tedesco, il francese e l’inglese, la padronanza delle quali si dimostrava assai utile nell’illustrare le collezioni del museo ai visitatori stranieri.

### L’espulsione dal museo e il contenzioso con le autorità francesi
La vita e la carriera professionale del Raddi subirono un grave sconvolgimento a partire dal 1807 quando il conte Girolamo Bardi succedette come direttore del museo a Giovanni Fabbroni che era estimatore e amico personale del botanico fiorentino.
In una Firenze controllata dai Francesi sin dal 1799, il nuovo direttore decise di cancellare il ruolo di custode e consegnatario del museo dalla lista degli impiegati, privando di fatto il Raddi del suo stipendio e della casa annessa al museo dove da anni abitava con la moglie e i cinque figli.
Oscure appaiono oggi le ragioni di questa decisione ma è lecito supporre che alla sua base vi sia stata una ragione politica dovuta al fatto che Raddi fin dal 1799, ignorando tra l’altro le varie ingiunzioni che nel corso del tempo gli erano state notificate dalle autorità, aveva sempre ostacolato ogni tentativo di trasferimento delle collezioni del museo fiorentino a Parigi, così come stabilito da Napoleone in persona.
Dopo aver tentato più volte senza successo la via del ricorso contro questa decisione presso le autorità toscane del momento, prima Maria Luisa di Borbone e poi Elisa Baciocchi, dovette rassegnarsi a rimettere le consegne del museo nel maggio 1809.
Si aprì dunque per il Raddi un lungo periodo di miseria prolungatosi fino alla fine del 1814 durante il quale riuscì a mantenere se stesso e la sua famiglia solo grazie all’aiuto economico prestatogli da alcuni amici.

### Il reintegro al museo e la ripresa dell’attività scientifica
Una svolta fondamentale nella sua vita si manifestò grazie al crollo del Primo Impero francese e soprattutto alla conseguente restaurazione sul trono granducale di Ferdinando III che comportò il reintegro del Raddi nel suo antico incarico a partire dal 31 dicembre 1814.
Finalmente stabilizzata la sua situazione economica e familiare egli poté dedicarsi nuovamente con slancio agli studi e alla ricerca. Si data infatti al 9 giugno 1817 la presentazione all’Accademia Italiana delle Scienze della memoria sulla Jungermanniografia Etrusca, da molti considerato il suo capolavoro. Questa opera, in cui Raddi mette bene in evidenza il suo spirito critico ed innovatore nell'interpretazione di un vasto gruppo di vegetali come le epatiche, conobbe una vasta eco a livello italiano ed internazionale, tanto che in breve tempo furono esaurite sia le copie volanti sia quelle pubblicate nel 1818 all’interno del volume XVIII degli Atti dell’Accademia delle Scienze di Modena.
A dar maggior risalto alla straordinaria fortuna dell’opera non si può inoltre non ricordare che, ancora nel 1841, ad anni di distanza dalla morte dell’autore, il grande botanico tedesco Christian Gottfried Nees ne curò un’edizione postuma stampata a Bonn.

### Il viaggio in Brasile

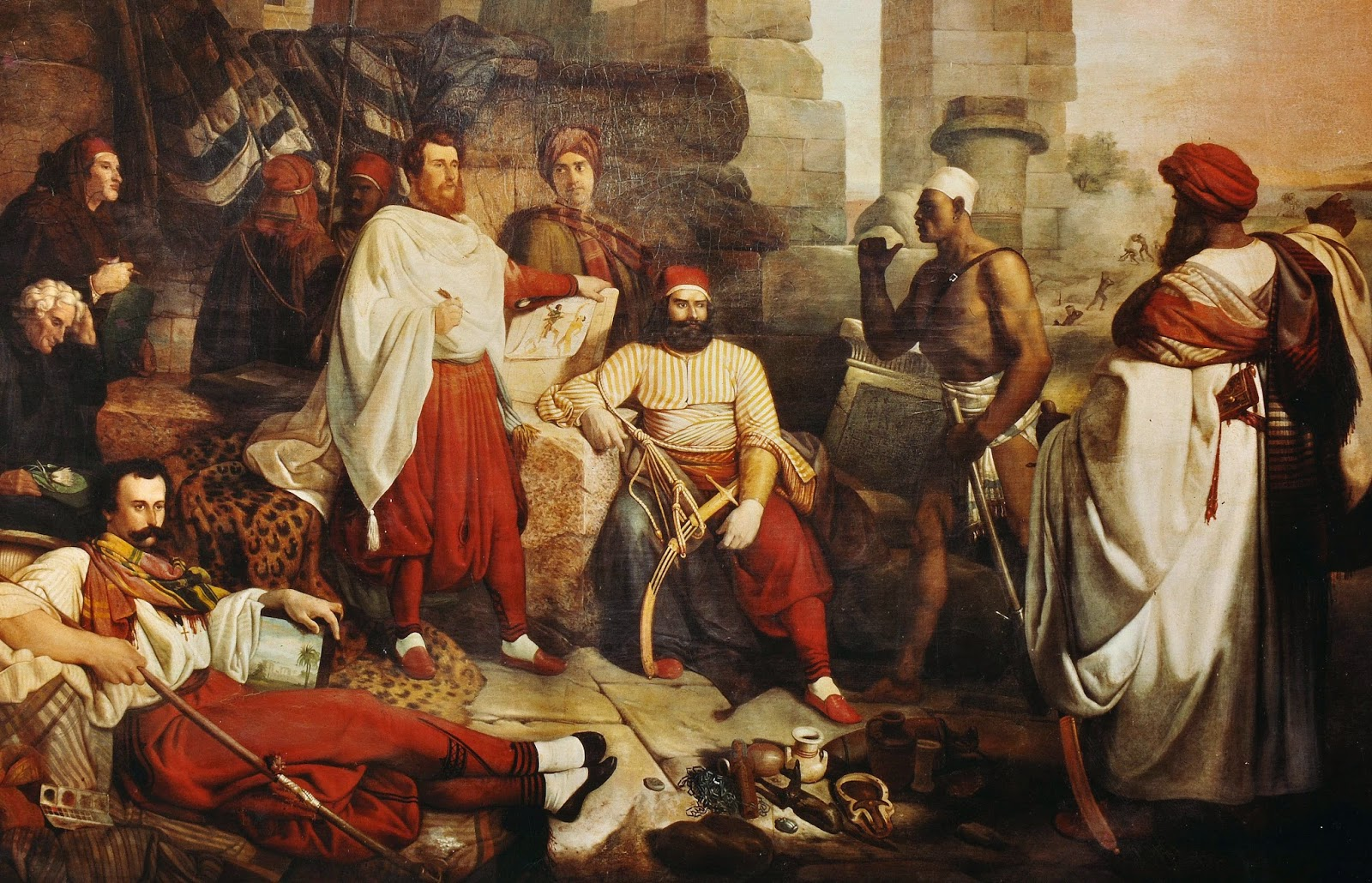
Giuseppe Angelelli (1803-1844), La spedizione Franco-Toscana in Egitto, 1834-36. Raddi è il personaggio vestito di nero intento a contemplare una pianta, collocato all'estrema sinistra del quadro.

La partenza della principessa Leopoldina d’Austria per il Brasile, dove andava in sposa al futuro imperatore Pietro I, offrì al Raddi l’opportunità di riprendere le ricerche botaniche in un paese ricco delle più svariate e allora sconosciute essenze vegetali.
Sull’esempio di vari scienziati tedeschi, chiese e ottenne dal Granduca l’autorizzazione ad aggregarsi al seguito della principessa e preparatosi al viaggio con il consueto scrupolo si imbarcò a Livorno sulla nave portoghese San Sebastiano, che salpò alla volta di Rio de Janeiro il 13 agosto 1817.
Una breve sosta effettuata dalla nave nell’isola di Madera, tra l’11 e il 13 settembre, permise al Raddi di prendere molte informazioni sulle coltivazioni del luogo e di ricavare una piccola flora delle piante spontanee ma ben più proficua si sarebbe dimostrata per i suoi studi la permanenza in terra brasiliana, che ebbe inizio con l’attracco nel porto di Rio il successivo 5 novembre.
In questa città assistette ai grandi festeggiamenti tributati alla principessa Maria Leopoldina, che, con l’aggiunta di particolari riguardanti i costumi e l’economia del paese sudamericano, descrisse puntualmente in alcune lettere inviate alla famiglia e al primo ministro toscano Vittorio Fossombroni.
Pur limitato dal magro finanziamento concessogli dal governo toscano, poté compiere numerose escursioni nella provincia di Rio de Janeiro, riuscendo a spingersi lungo la costa fino all’isola di Santa Catarina.
Raccolta un’ingente collezione di campioni di piante, semi, insetti e una serie di preparati di uccelli, rettili e pesci prese la via del ritorno il 1º giugno 1818, giungendo il successivo 19 agosto a Genova da dove poi rientrò via mare a Livorno.

### Il rientro a Firenze e lo studio della collezione brasiliana
Una volta portati in Toscana, i materiali brasiliani furono dal Granduca destinati per la maggior parte al Museo di Firenze e per una parte minore a quello di Pisa, ma il loro studio fu rimandato per più di due anni, fin quando cioè il Raddi non ottenne da Ferdinando III di essere dispensato dai suoi quotidiani doveri al museo per dedicarsi completamente alla classificazione della collezione (2 dicembre 1820).
Senza altre preoccupazioni egli poté dunque dedicare tutto il periodo compreso tra il 1821 e il 1828 allo studio dei reperti brasiliani, concentrandosi nell'elaborazione di una serie di scritti che uscirono con regolarità e frequenza in diversi periodici italiani, per lo più collegati alle accademie di cui era socio.
Del 1825 è il volume Plantarum Brasiliensium Nova genera et Species novae vel minus cognitae. Pars I. (Filices) che rappresenta solo una parte dell’ambizioso programma di pubblicazione della collezione brasiliana, purtroppo interrotto dalla prematura morte dello studioso.

### Il viaggio in Egitto e la morte
Intanto, i governi francese e toscano stavano allestendo in quegli anni una missione scientifica che, sotto la direzione degli egittologi Ippolito Rosellini e Jean François Champollion, avrebbe dovuto compiere un lungo viaggio di studi in Egitto. Raddi, non volendo lasciarsi sfuggire l’occasione di riprendere le ricerche sul campo, chiese ed ottenne dal nuovo Granduca Leopoldo II l’autorizzazione ad aggregarsi in qualità di botanico.

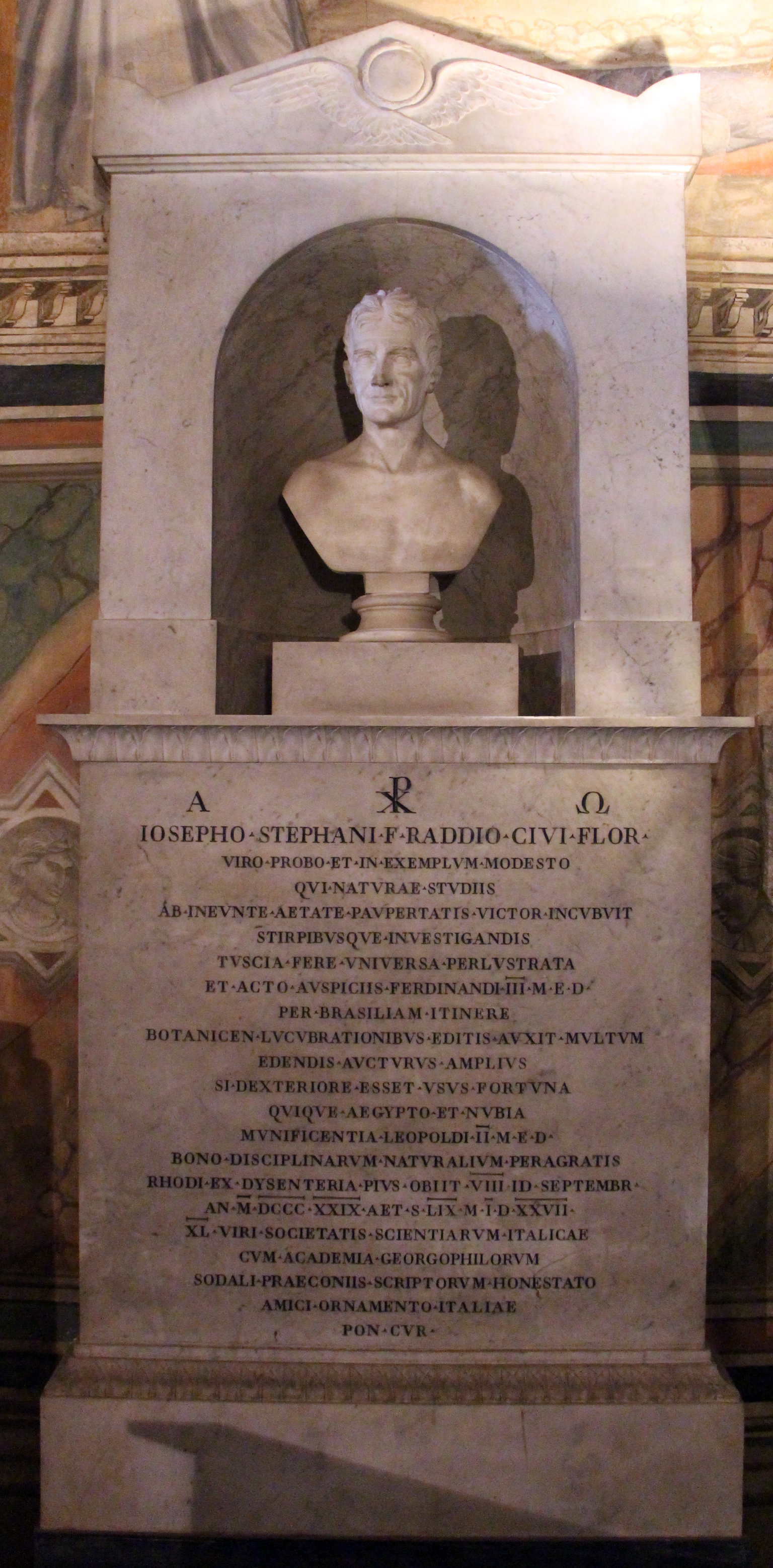
Ottavio Giovannozzi, Cenotafio di Giuseppe Raddi nella Basilica di Santa Croce di Firenze

Partì da Firenze il 12 luglio 1828 con la missione toscana e, fatta tappa a Tolone il 22 luglio, sbarcò ad Alessandria il 18 agosto successivo. Da qui, munito di un lasciapassare che gli permetteva di visitare liberamente qualunque località di suo interesse, esplorò botanicamente tutta la campagna fino a Rosetta poi seguì gli altri membri della spedizione, giungendo al Cairo il 20 settembre. Dalla capitale proseguì in compagnia dei colleghi per Tebe e da lì si spinse fino alla Prima Cateratta del Nilo poi tornò nella regione del Basso Egitto percorrendola in ogni direzione. Partito infine da Rosetta il 29 giugno 1829 per raggiungere il Lago Bruloz e i Laghi Natron, fu colpito durante il viaggio da una violenta forma di dissenteria che lo indusse a tornare al Cairo per curarsi.
A metà luglio il miglioramento delle sue condizioni faceva sperare in una prossima guarigione ma il 24 dello stesso mese la malattia si riacutizzò tanto che, in seguito, confidando di potersi curare meglio in patria, decise di imbarcarsi per l’Italia.
Quando il 6 settembre la sua nave giunse nei pressi di Rodi le sue condizioni di salute erano ormai tanto disperate che dovette essere sbarcato in tutta fretta sull’isola, dove morì il successivo giorno 7 settembre 1829.

### Commemorazioni e sepoltura
La notizia della repentina morte di Raddi fu accolta con grandissimo cordoglio a Firenze e in tutto l’ambiente scientifico europeo dove era ampiamente conosciuto, anche per la corrispondenza epistolare che intrattenne con alcuni dei maggiori botanici dell’epoca come William Jackson Hooker, Christian Hendrik Persoon, Alphonse de Candolle, Carl Friedrich Philipp von Martius, Johann Jacob Roemer.
Fu inoltre socio della Accademia lucchese di scienze lettere e arti, dell’Accademia Nazionale delle Scienze detta dei XL, dell’Accademia dei Georgofili, dell’Accademia linneana di Parigi nonché della Società Medico-Botanica di Londra.
Gaetano Savi, amico di tutta una vita, gli dedicò una pubblicazione nella quale si riporta il catalogo delle opere pubblicate, il manifesto di raccolta fondi per l’erezione di un monumento commemorativo e l’elenco dei sottoscrittori. Successivamente il cenotafio fu innalzato nella Basilica di Santa Croce accompagnato da un’epigrafe in cui il celebre naturalista fiorentino è ricordato come “Ornamento d’Italia”.
Le spoglie terrene di Giuseppe Raddi furono sepolte nel cimitero annesso alla chiesa cattolica di Nostra Signora della Vittoria di Rodi, ma, probabilmente a causa dei lavori di ristrutturazione che interessarono l’area nel 1853, della sua tomba si perse ogni traccia.
Occupata Rodi nel 1912, il Regio Esercito avviò una campagna di ricerca della sua sepoltura che si svolse con il patrocinio dell'Istituto di Studi Superiori di Firenze e dell’Accademia dei Georgofili, risultando però del tutto infruttuosa.

## Archivio personale ed erbari
La documentazione cartacea prodotta da Raddi risulta dispersa tra varie sedi e istituzioni.
Parte del suo archivio è attualmente conservata presso la sede di Botanica della Biblioteca di Scienze dell’Università di Firenze ma ancora incerti sono le modalità e i tempi dell’acquisizione. È probabile che vi sia stata una donazione da parte degli eredi intorno agli anni quaranta dell’Ottocento, a seguito dell’interessamento del Granduca Leopoldo II e in concomitanza con l'arrivo a Firenze, come direttore del Museo botanico, di Filippo Parlatore.
Le carte sono suddivise in cinque raccoglitori e comprendono corrispondenza, atti e documenti, manoscritti (appunti sui funghi, sulle Pteridophyta e sulla flora brasiliana, scritti di zoologia, memorie dei viaggi effettuati in Brasile ed Egitto).
Altra corrispondenza di Raddi è conservata presso sei diverse istituzioni ovvero la Biblioteca Nazionale Centrale di Firenze, il Museo Galileo di Firenze, l’Archivio di Stato di Firenze, la Biblioteca universitaria di Pisa, la Biblioteca Apostolica Vaticana e l’Accademia Nazionale delle Scienze detta dei XL.
La maggior parte delle collezioni botaniche di Raddi si trovano presso gli erbari delle università di Firenze, Pisa e Bologna.

## Opere
Elenco di opere selezionate:

### Monografie
- Jungermanniografia etrusca memoria del signor Giuseppe Raddi fiorentino inserita nel tomo XVIII degli atti della Societa italiana delle scienze residente in Modena, Modena, presso la Societa tipografica, 1818. URL consultato il 22 ottobre 2021.
- (LA) Agrostografia Brasiliensis sive enumeratio plantarum ad familias naturales graminum et ciperiodarum spectantium quas in Brasilia collegit et desripsit, Lucca, Tip. Ducale, 1823. URL consultato il 25 ottobre 2021.
- (LA) Plantarum Brasiliensium nova genera et species novae, vel minus cognitae. Collegit, et descripsit Iosephus Raddius ... Pars 1. (Filices), Firenze, ex typographia Aloisii Pezzati, 1825. URL consultato il 25 ottobre 2021.

### Monografie edite in età contemporanea
- Flora brasiliana : memorie 1819-1828 edite in occasione del primo centenario dell'emigrazione agricola italiana, 1875-1975, Roma, Istituto italo-latino americano, 1976.
- Giuseppe Raddi, uno dei 40 : scritti inediti : 1817-1828, a cura di Giovanni Battista Marini Bettòlo, Roma, Accademia nazionale delle scienze detta dei XL, 1981.

### Articoli
- Delle specie nuove di Funghi ritrovate nei contorni di Firenze, e non registrate nel Systema Naturae di Linneo, ediz. XIII, Memoria (PDF), in Memorie di matematica e di fisica della Società italiana delle scienze, 1, vol. 13, Modena, Società tipografica, 1807,  pp. 345-362. URL consultato il 25 ottobre 2021.
- Di alcune specie nuove e rare di piante crittogame ritrovate nei contorni di Firenze, in Gli Atti dell'Accademia delle Scienze di Siena detta dei Fisiocritici, vol. 9, Siena, [s.n.], 1808,  pp. 230-240. URL consultato il 25 ottobre 2021.
- (LA) Novarum vel rariorum ex cryptogamia Stirpium in agro Florentino collectarum. Decades duae, in Opuscoli scientifici, vol. 6, Bologna, Amnesio Nobili tipografo, 1818,  pp. 349-361. URL consultato il 25 ottobre 2021.
- Di alcune specie nuove di Rettili e piante Brasiliane, Memoria (PDF), in Memorie di matematica e di fisica della Società italiana delle scienze, 1, vol. 18, n. 1-2, Modena, Società tipografica, 1820,  pp. 313-349. URL consultato il 25 ottobre 2021.
- Quaranta piante nuove del Brasile raccolte e descritte (PDF), in Memorie di matematica e di fisica della Società italiana delle scienze, 1, vol. 18, n. 1-2, Modena, Società tipografica, 1820,  pp. 382-414. URL consultato il 25 ottobre 2021.
- Breve osservazione sull’isola di Madera fatta nel tragitto da Livorno a Rio-Janeiro da Giuseppe Raddi Fiorentino, in Antologia : giornale di scienze, lettere ed arti, vol. 2, n. 5, Firenze, Tipografia di Luigi Pezzati, 1821,  pp. 259-275. URL consultato il 25 ottobre 2021.
- Enumerazione delle specie di Piper raccolte al Brasile dal Sig. Giuseppe Raddi uno de' Quaranta della Società Italiana, in Nuovo Giornale dei Letterati, n. 17, Pisa, [s.n.], 1828,  pp. 3-8.
- Descrizione di una specie di Elettari o Cardamomo del Brasile dal Sig. Giuseppe Raddi uno de' Quaranta della Società Italiana, in Nuovo Giornale dei Letterati, n. 17, Pisa, [s.n.], 1828,  pp. 12-15.
- Melastome Brasiliane (PDF), in Memorie di matematica e di fisica della Società italiana delle scienze, 1, vol. 20, n. 1, Modena, Società tipografica, 1829-1833,  pp. 111-172. URL consultato il 25 ottobre 2021.